# Pośrednia Skoruszowa Przełęcz
Pośrednia Skoruszowa Przełęcz (słow. Prostredné skorušie šedlo, ok. 1740 m) – przełęcz w głównej grani Młynarza w słowackich Tatrach Wysokich. Znajduje się w Skoruśniaku między Skoruszową Turnią (1804 m) a V Aniołem (ok. 1730 m). Na zachodnią stronę, do Doliny Żabiej Białczańskiej opada z niej trawiasty żleb. Na północny wschód, do Doliny Białej Wody opada szeroka depresja ciągnąca się od północnego wierzchołka Skoruszowej Turni po II Anioła. Około 150 metrów poniżej grani zamienia się ona w wąski żleb.

## Drogi wspinaczkowe
Pośrednia Skoruszowa Przełęcz jest łatwo dostępna z Żabiej Doliny Białczańskiej (0- w skali tatrzańskiej, 30 min), prowadzi też na nią droga od Limbowych Turniczek. Obecnie jednak cały masyw Młynarza to zamknięty dla turystów obszar ochrony ścisłej Tatrzańskiego Parku Narodowego.
- Granią od Limbowych Turniczek do Pośredniej Skoruszowej Przełęczy; kilka miejsc III, jedno miejsce IV, 4 godz.[2]